# Parsingguran II
Parsingguran II is een bestuurslaag in het regentschap Humbang Hasundutan van de provincie Noord-Sumatra, Indonesië. Parsingguran II telt 1875 inwoners (volkstelling 2010).